# Прапор Омської області

Прапор Омської області

Прапор Омської області є символом Омської області. Прийнято 17 червня 2003 року. 

## Опис
Прапор Омської області являє собою прямокутне полотнище із трьох рівновеликих вертикальних смуг: правої й лівої червоного кольору й середньої білого кольору. По центру білої смуги розміщений вертикальний хвилястий лазуровий стовп, що становить 1/3 її ширини. Відношення ширини прапора до його довжини 2:3. 
- Основним тлом прапора Омської області є червоний колір. Він символізує хоробрість, мужність, безстрашність. Це колір життя, милосердя й любові
- Білий колір — символ шляхетності, чистоти, справедливості, великодушності. Одночасно білий колір указує на кліматичні особливості Сибіру
- Хвилястий лазуровий (блакитний) стовп символізує річку Іртиш, головну водну артерію Омської області. Алегорично лазур відбиває красу, велич, м'якість